# Schloss Lomnitz

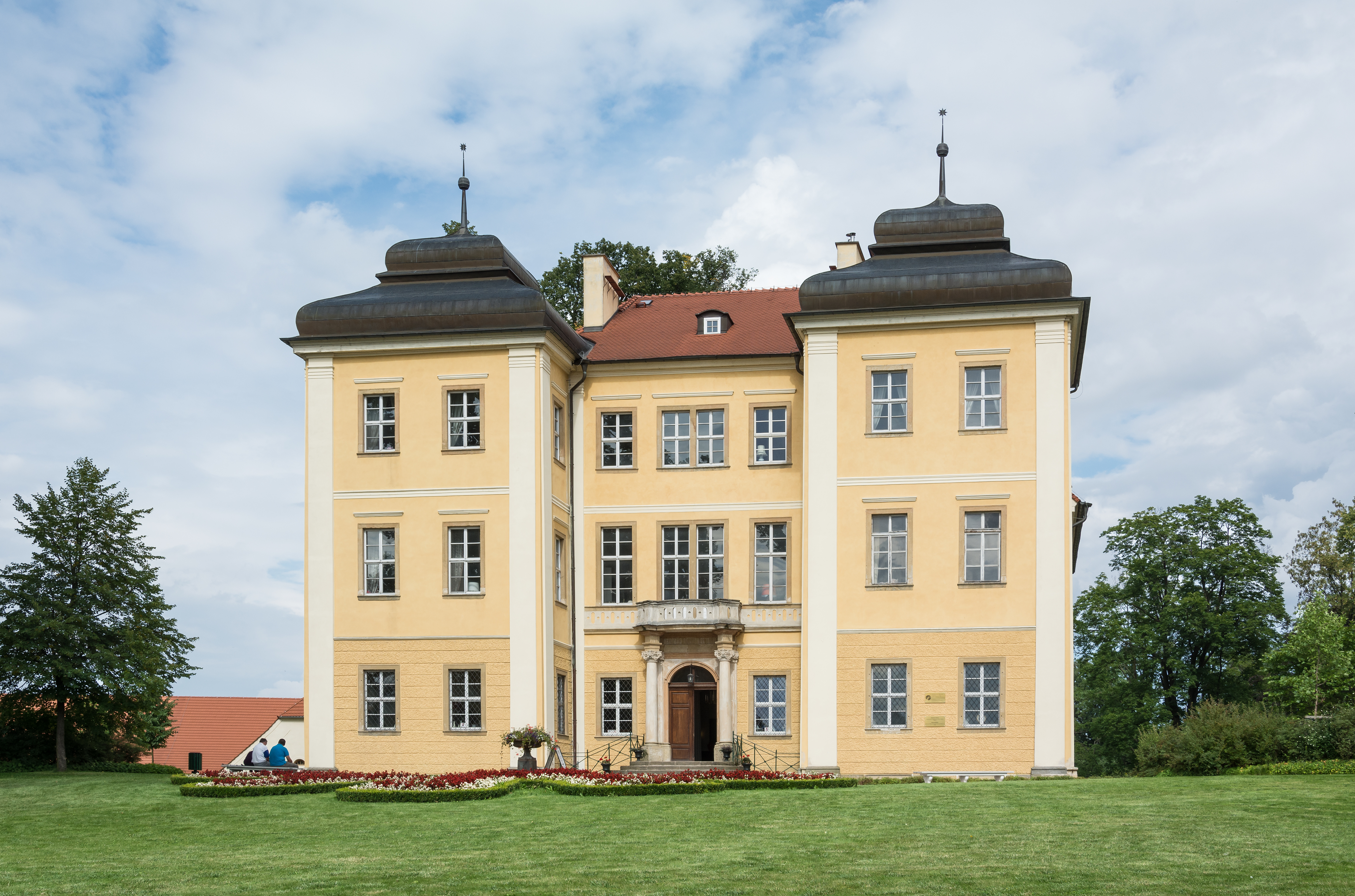
Großes Schloss

Das Schloss Lomnitz (poln. Pałac w Łomnicy) liegt im Ortsteil Łomnica (deutsch Lomnitz) der Gemeinde Mysłakowice (deutsch Zillerthal-Erdmannsdorf) im Powiat Karkonoski (Kreis Riesengebirge) in der Woiwodschaft Niederschlesien.

## Geschichte

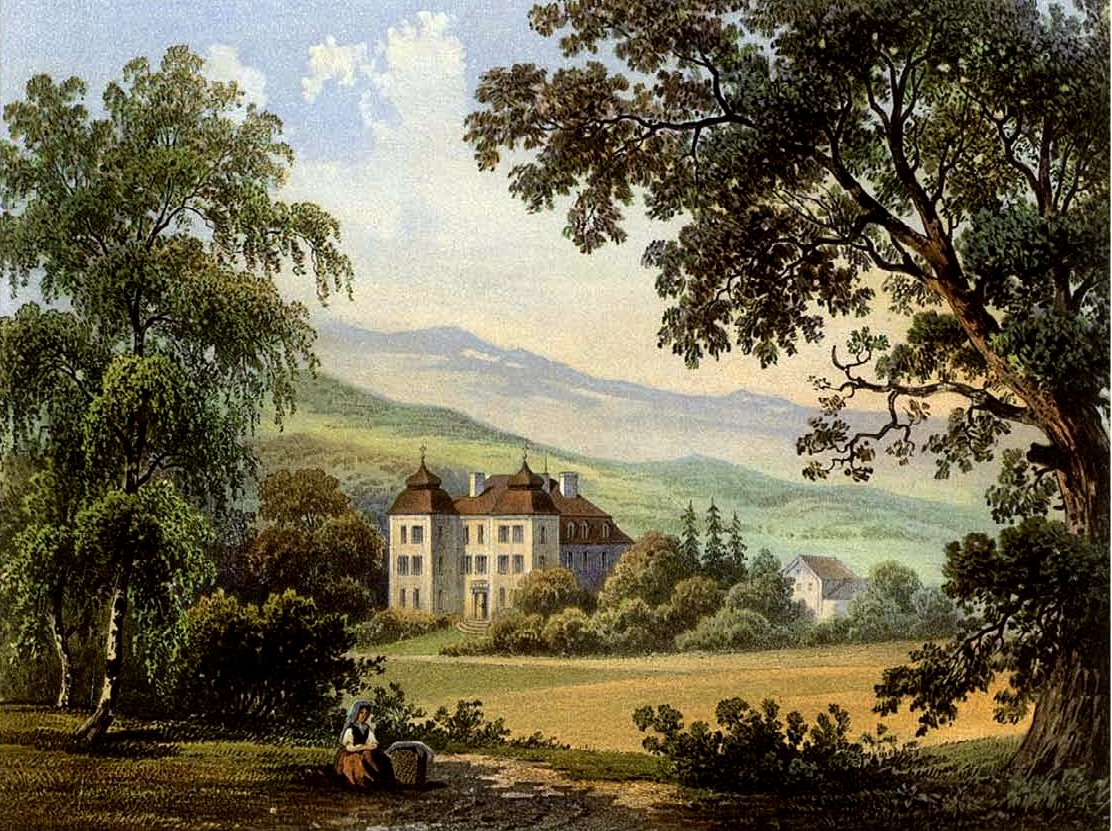
Schloss Lomnitz Mitte des 19. Jahrhunderts

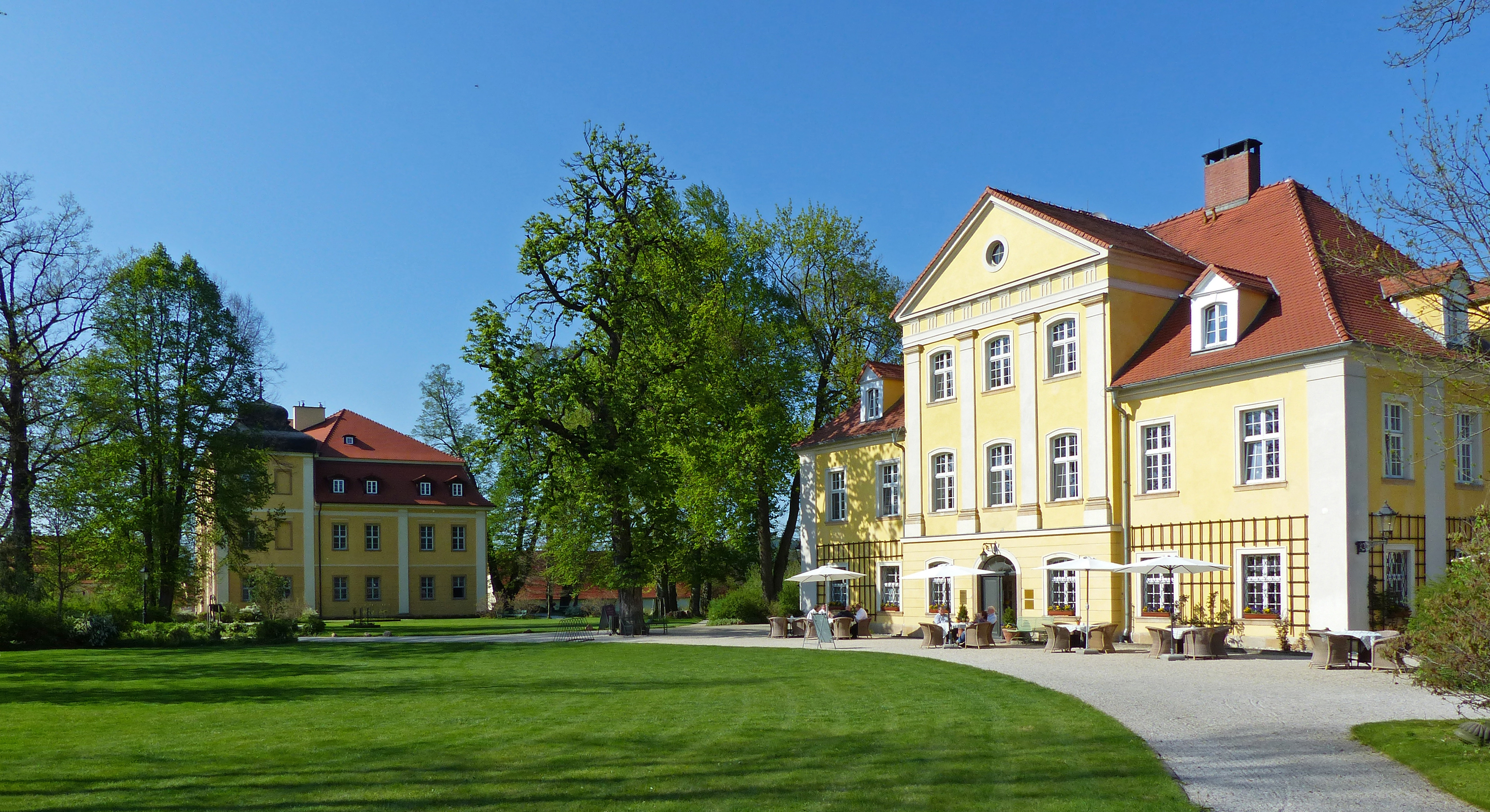
Gesamtanlage mit „Kleinem Schloss“ (rechts)

Im Mittelalter gab es an der Mündung der Lomnitz in den Bober eine Wasserburg, die zum Rittergut Lomnitz gehörte. Diese war von 1475 bis 1654 im Besitz des schlesischen Adelsgeschlechtes derer von Zedlitz. Von 1654 bis 1737 gehörte es dem in Böhmen ansässigen Geschlecht der Thomagnini, diese ließen in den 1720er Jahren anstelle der Burg ein Barockschloss errichten. Als Baumeister wird der berühmte schlesische Barockbaumeister aus Liegnitz Martin Frantz vermutet, der unter anderem auch die Gnadenkirche in Hirschberg errichtet hat.
Der bedeutendste Besitzer des Gutes war der Hirschberger Leinenhändler („Schleierherr“) Christian Mentzel (1667–1748), der das Schloss 1738 kaufte und durch den Baumeister Martin Frantz nochmals umbauen ließ.
Dieser Christian Mentzel war ein großzügiger Mäzen für Hirschberg und Lomnitz, er war u. a. finanziell am Bau der Gnadenkirche in Hirschberg beteiligt und stiftete die Barockorgel für diese Kirche. Seine Gruft befindet sich in einer Grabkapelle auf dem Gnadenfriedhof in Hirschberg. Um 1800 ließ Mentzels Sohn neben dem Schloss ein weiteres Gebäude im frühklassizistischen Stil errichten, das sogenannte „Witwenschloss“ (Kleines Schloss).
Das Schloss blieb bis 1811 im Besitz der Familie Mentzel. Danach gehörte es von 1811 bis 1820 Johann Georg Flack aus Schmiedeberg und von 1820 bis 1835 dem Baron Moritz von Roth.
Von dessen Erben kaufte im Jahr 1835 das Mitglied des Preußischen Herrenhauses, der preußische Legationsrat und Major Carl Gustav Ernst von Küster, verheiratet mit Marie Freiin von Geymüller, das Schloss und die Herrschaft Lomnitz mit Nebengut Hohenliebenthal. In den Jahren 1828–1844 ließ er das Schloss durch den Architekten Albert Tollberg, einen Schüler von Karl Friedrich Schinkel, im Stil des Biedermeier umbauen; dabei entstand das monumentale Treppenhaus. Von den barocken Stilelementen blieb nur das barocke Eingangsportal mit dem darüberliegenden Balkon übrig. Der heutige Zustand geht auf diesen letzten Umbau zurück.
Der letzte Eigentümer Mark-Albrecht von Küster verstarb 1941 bei einem Flugzeugabsturz. Seine Witwe Constanze von Küster, geb. von Schweinichen, floh 1945 in den Westen.
Das Gut und Schloss Lomnitz blieb bis zum Jahr 1945 im Besitz der Familie von Küster und wurde danach enteignet und verstaatlicht. Das große Schloss wurde bis 1979 als Schule genutzt, stand dann bis 1992 leer und verfiel zur Ruine.
Im kleinen Schloss war die Verwaltung des landwirtschaftlichen Staatsgutes untergebracht. Der Park wurde nicht mehr gepflegt und verwilderte.
Das Schloss Lomnitz wurde am 27. August 1980 unter 653/J in das Verzeichnis der Baudenkmäler der Woiwodschaft Niederschlesien eingetragen.

## Wiederaufbau nach 1991

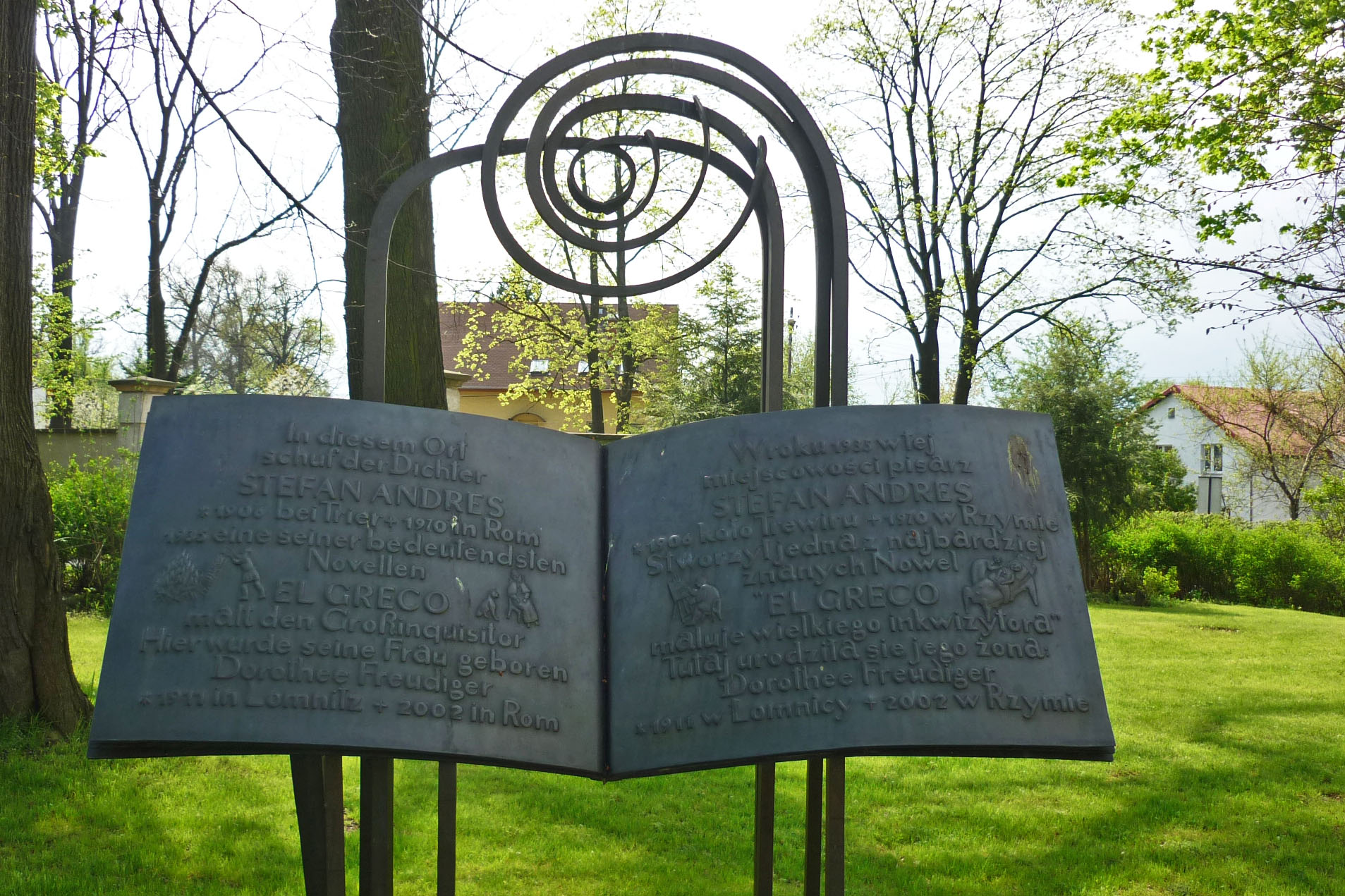
Denkmal zur Erinnerung an den Schriftsteller Stefan Andres

Der Enkel von Mark-Albrecht von Küster, Ulrich von Küster (geb. 1963), gründete mit einem polnischen Partner eine GmbH und kaufte 1991 zunächst das ruinöse Große Schloss, um es einer Totalsanierung zu unterziehen und als Familiensitz zu restaurieren. Im Jahr 1995 kaufte er auch das Witwenschloss und etwa zehn Hektar Park und Wiese dazu. Zusammen mit seiner Frau Elisabeth von Küster (geb. Ebner von Eschenbach) gelang es, das Witwenschloss bis 1996 zu sanieren und zu einem Hotel mit Restaurant auszubauen.
Der große Park wurde schrittweise beräumt und wiederhergestellt. Im Park befindet sich ein Denkmal zur Erinnerung an den Schriftsteller Stefan Andres, dessen Frau aus Lomnitz stammte und der hier seine Novelle El Greco malt den Großinquisitor schrieb.

## Kultur- und Bildungszentrum

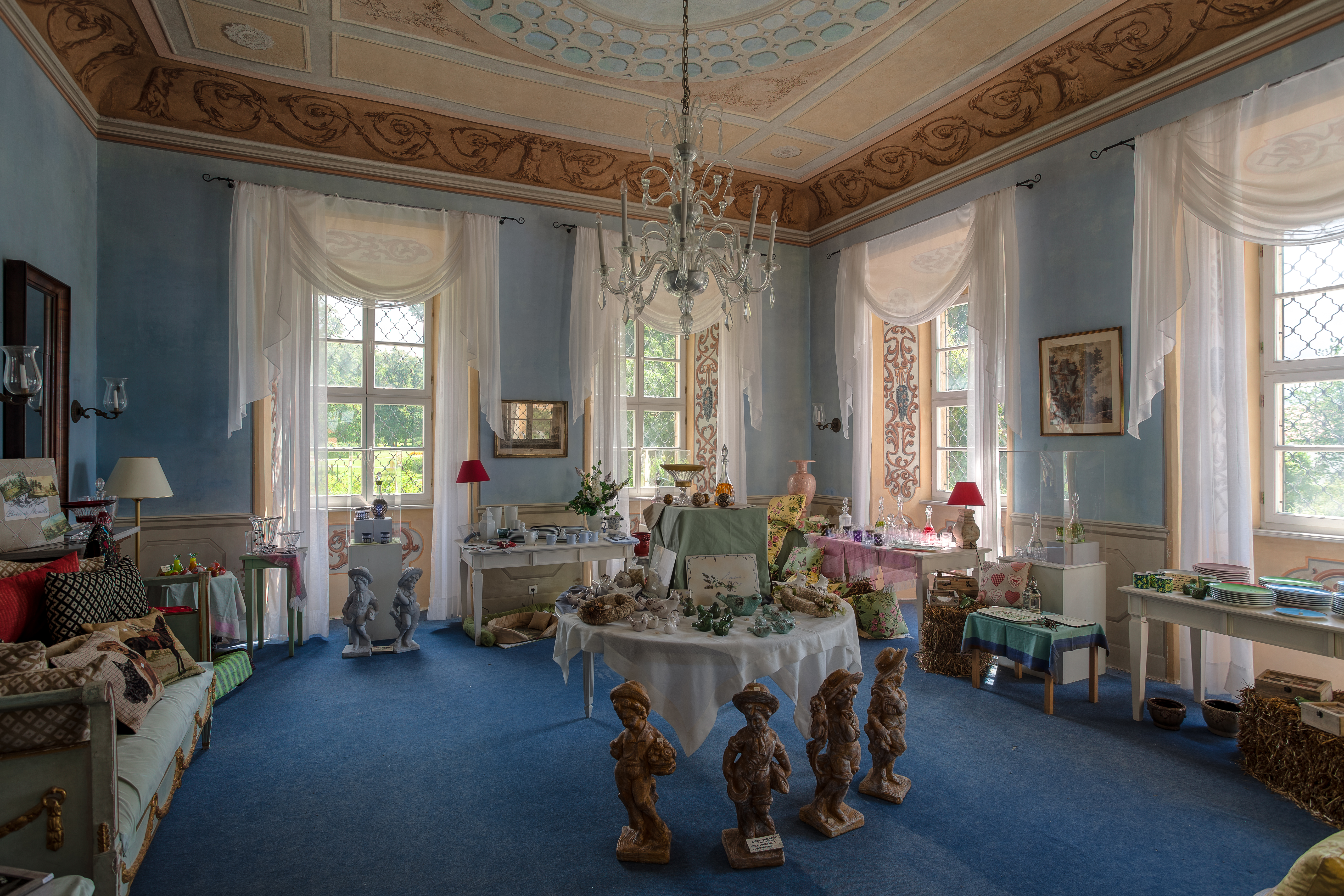
Salon

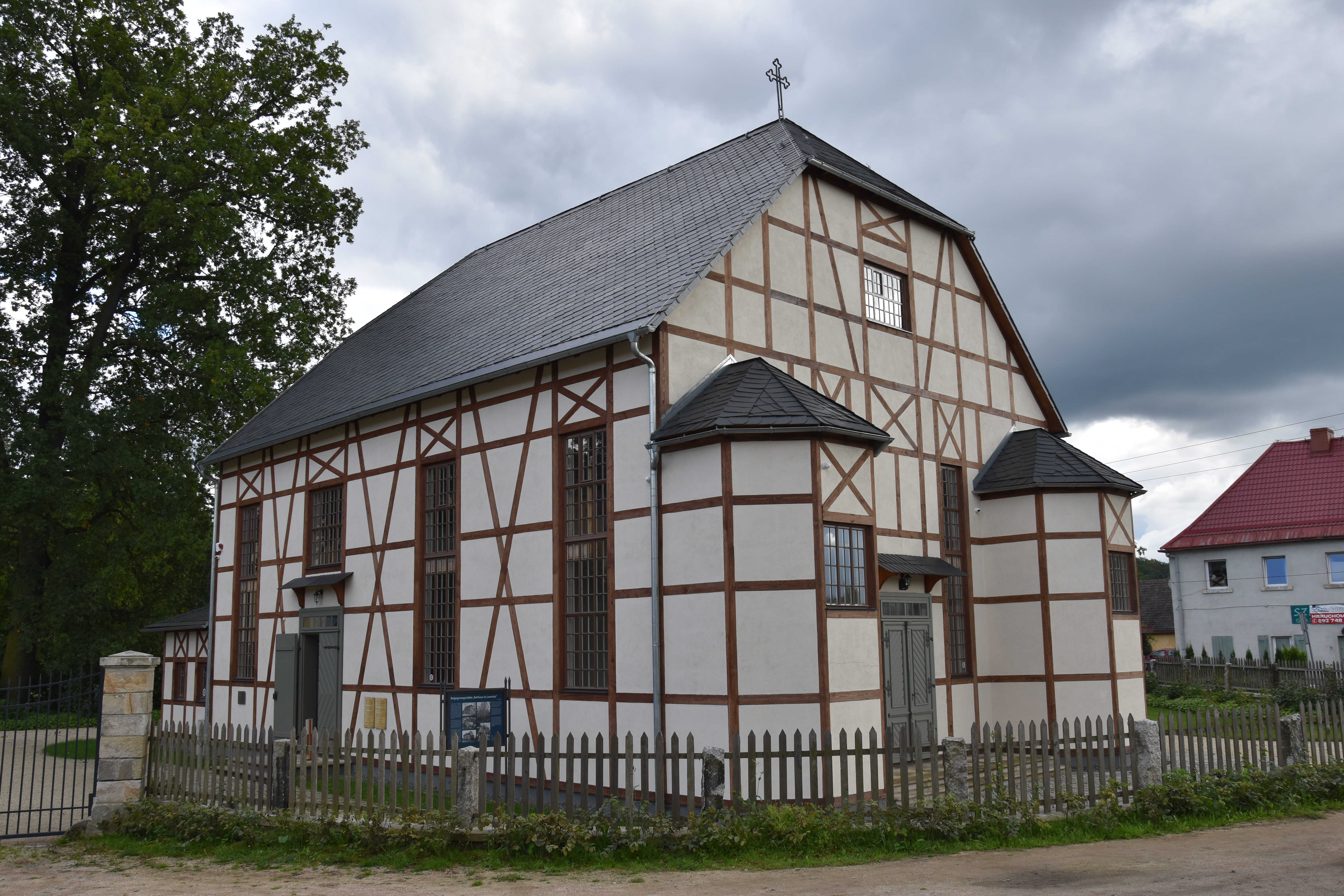
Das Bethaus

Bei der Wiederherstellung des Großen Schlosses haben auch private Spender, Stiftungen und Vereine mitgewirkt. Es wird jetzt für kulturelle Veranstaltungen und Bildungszwecke genutzt.
Im Großen Schloss wurden die Festsäle im Erdgeschoss wiederhergestellt und dabei die alten Wandmalereien und Marmorimitationen restauriert, um die einstige Pracht eines barocken Landschlosses darzustellen.
Der 1993 von Klaus Ullmann gegründete Verein zur Pflege schlesischer Kunst und Kultur (VSK) hat im Schloss seinen Sitz. Außerdem gibt es hier die Dauerausstellung Schlösser im Hirschberger Tal.
In den letzten Jahren wurde auch der alte Speicher erneuert.
Im Park wurde im Juli 2020 der Nachbau des schlesischen Bethauses (Fachwerkbau des Schönwaldauer (Rząśnik) Bethauses) eingeweiht. Eine geplante Translozierung konnte wegen der schlechten Zustands der abgebauten Teile nicht erfolgen.
Seit März 2019 gibt es auf drei Etagen im Museum die Dauerausstellung „Drei Jahrhunderte Leben im Schloss Lomnitz“. Gezeigt wird Mobiliar aus unterschiedlichen Epochen, ein Teesalon aus der Biedermeier-Zeit, das Büro des früheren Besitzers, eines reichen Leinenhändlers sowie die historische Schlossküche im Gewölbekeller und ein Schulzimmer aus den Zeiten der polnischen Volksrepublik.